# Bedrukken (textiel)

Ontwerp voor bedrukt katoen van de Amsterdamse katoendrukkerij 'Overtooms Welvaren', vóór 1817.

Bij het bedrukken van textiel worden in een of meerdere kleuren patronen aangebracht op een stof. Het is gerelateerd aan het verven van textiel, maar daarbij wordt de gehele stof uniform gekleurd. Er bestaan diverse technieken om textiel te bedrukken, waarvan de belangrijkste zijn directe druk, reservedruk en etsdruk.

## Directe druk
Onder directe druk vallen handdruk, rouleau- of machinedruk en sjabloondruk of filmdruk. Bij handdruk wordt er gebruik gemaakt van houten blokken, waarop het patroon verhoogd is aangebracht (hoogdruk). Kleine details die in hout te snel zouden afbreken, kunnen in metaal worden toegevoegd. De verhoogde delen van het blok worden door een verfkussen van verf voorzien, op het doek gelegd en met de hand of met een hamer aangeslagen. Het is ook mogelijk machinaal te drukken met smalle houten vormen, de zogenaamde perrotinedruk. 
Bij rouleau- of machinedruk wordt gebruik gemaakt van koperen walsen, waarin het patroon verdiept aangebracht door middel van graveren of etsen (diepdruk). De diepliggende delen van de walsen worden door een tussenwals, die in een verftrog draait, voorzien van verf. Messen zorgen voor het wegschrapen van overtollige verf. De te bedrukken stof wordt rond een met vilt beklede tambour tegen de wals gedrukt. Als het patroon bestaat uit grote vlakken wordt het niet verdiept maar verhoogd op de wals aangebracht.
Bij sjabloondruk wordt de verf door uitgesneden openingen van een sjabloon van karton of dun metaal gewreven of gespoten (vlakdruk). Filmdruk is een vorm van sjabloondruk, alleen wordt het patroon hier aangebracht op fijn gaas, waarbij de niet te bedrukken delen afgelakt worden. Dit kan met de hand gebeuren of door middel van een fotografisch procedé, waarbij een laag fotogevoelige vloeistof op het gaas wordt aangebracht. De belichte plaatsen verharden, de niet belichte delen kunnen worden weggewassen. De verf wordt op de stof aangebracht door middel van doordruk: ze wordt door de niet afgedekte delen van het gaas gestreken, tot op de onderliggende stof.
De grootte van de blokken of sjablonen of de omvang van de wals bepaalt de herhaling van het patroon. In meerdere gangen kunnen meerdere verflagen over of naast elkaar worden aangebracht. Bij dubbeldruk wordt de stof aan beide zijden bedrukt, vaak met verschillende motieven.

Ontwerp voor bedrukt katoen, vervaardigd met behulp van beitsdruk, van de Amsterdamse katoendrukkerij 'Overtooms Welvaren', vóór 1817.

Een bijzondere vorm van directe druk is beitsdruk. Bij beitsdruk worden met dezelfde methodes in plaats van verf bepaalde zouten aangebracht, ook wel beitsen, bijtmiddelen of mordants genoemd. Zij zorgen ervoor dat de bedrukte delen ontvankelijker worden voor verfstoffen. Het patroon ontwikkelt zich pas in een verfbad. Bijmenging met bijvoorbeeld ijzernat leidt tot een groter arsenaal aan kleuren. Deze techniek wordt vaak gecombineerd met reservedruk, bijvoorbeeld bij het vervaardigen van sits.

## Reservedruk
Bij reservedruk, ook wel uitsparingstechniek genoemd, worden de gedeelten die niet geverfd moeten worden afgedekt met een zogenaamd reservemiddel of reservebeits, zoals hars of was. Na het dompelen in een verfbad wordt dit reservemiddel verwijderd. De afgedekte delen blijven bij deze methode ongekleurd. Batik valt onder deze techniek, de zogenaamde witte reserve. 
Soms bevat de verfstof al een reservemiddel, waardoor deze in de volgende fase geen kleurstof zal aannemen. Dit wordt bonte reserve genoemd. Deze techniek wordt onder andere gebruikt voor imitatiebatik. Ook het afbinden van bepaalde delen, om te voorkomen dat daar verf doordringt, behoort tot de reservedruk. Voorbeeld hiervan is ikat.

## Etsdruk
Bij etsdruk wordt een geverfde doek met bijtende chemicaliën bedrukt, waardoor de verfstof weer wordt afgebroken, de zogenaamde witte ets. Door deze vloeistof kan ook een ongevoelige kleurstof worden gemengd, waardoor tegelijkertijd een kleur wordt verwijderd en een wordt aangebracht. Dit heet ook wel bonte ets.

## Drukverven
Drukstoffen kunnen zowel van plantaardige, dierlijke, minerale of kunstmatige oorsprong zijn. Tot de natuurlijke grondstoffen behoren onder andere purper, meekrap, verfhout, indigo, ultramarijn en Pruisisch blauw. Tot de kunstmatige kleurstoffen behoren teer- of anilinekleurstoffen, zwavelkleurstoffen en indantreen. De verf wordt vooraf gemengd tot een drukpap, door middel van het toevoegen van verdikkingsmiddelen, om uitvloeien te voorkomen.

## Voorbereiding en afwerking
Aan het drukken gaan diverse behandelingen vooraf. Met behulp van scheren, zengen en kalanderen worden opstaande vezeltjes verwijderd of vlak gelegd, zodat het oppervlak glad wordt. Na het drukken volgt een fixeerfase, bijvoorbeeld door middel van een stoombad die het verdikkingsmiddel  laat vervloeien, waardoor de kleurstof zich goed aan de vezel kan hechten. Na afloop kan het doek geglansd worden door middel van kalanderen of het aanbrengen van een glansmiddel.